# McLaren MP4/2
A McLaren MP4/2 egy Formula–1-es versenyautó, amit a McLaren tervezett és versenyeztetett az 1984-es  Formula–1 világbajnokság során, majd B változatával 1985-ben, C változatával pedig 1986-ban. A konstrukció rendkívül sikeres volt, három egyéni és két konstruktőri világbajnoki címet hozott a csapatnak. Pilótái 1984-ben és 1985-ben Alain Prost és Niki Lauda voltak (utóbbi helyett 1985-ben egy verseny erejéig John Watson), 1986-ban pedig a Laudát váltó Keke Rosberg.

## Története

### 1984
Akárcsak a főbb vetélytársaknál (a Williams FW09 kivételével), a kocsinak szénszálas karosszériája volt - akárcsak a McLaren MP4/1-nek, amelynél ezt a megoldást John Barnard tervező bevezette. 
Motorja a TAG-Porsche V6-os turbómotorja volt, mely maximális turbónyomással akár 800 lóerőre is képes volt időmérő edzésen. Ez egy vadonatúj motorpartner volt, a Ford-Cosworth DFV motor ugyanis már nem volt elegendő ahhoz, hogy a csapat a világbajnoki címért harcoljon vele. Először az 1983-as holland nagydíjon próbálták ki, de éles versenyben csak az 1983-as dél-afrikai nagydíjon üzemelt Niki Lauda MP4/1E fantázianevű autójában. Ő nagyon meg volt elégedve vele, mert az élmezőnyben haladt végig, és bár technikai hiba miatt végül fel kellett adnia a futamot, a második helyről esett ki.
Lauda csapattársa 1984-ben Alain Prost lett, aki az előző évben mindössze két ponttal vesztette el a világbajnoki címet Nelson Piquet ellen. Miután számos kritikával illette a Renault csapatát, így távozni kényszerült, vissza pályafutása kezdőcsapatához, a McLarenhez. Prost John Watson helyére került. Mindketten remek pilóták voltak, és ami még fontosabb, képesek voltak olyan visszajelzéseket adni, amelyek alapján az autó továbbfejlesztésre szoruló részeit egyszerűen megtalálhatták. Prost már akkor generációja egyik legnagyobb tehetségeként volt számon tartva, az előző évben is kilenc futamot nyert, és egyértelmű volt, hogy egy gyors és megbízható autóval világbajnok lesz. Lauda, aki akkor már évek óta kétszeres világbajnok volt, még mindig sikeres versenyző volt, annak ellenére is, hogy időmérős eredményei nem voltak a legjobbak.
Az MP4/2-es egyik újítása volt a szénbetétes fék, mely az acélbetétesekkel szemben előnyt jelentett, kivéve a nagy forróságban. Ez, és a motor remek üzemanyag-felhasználása az 1984-es év sikercsapatává tette a McLarent. Pilótái 12 versenyt nyertek a szezonban, mely akkor rekordnak számított. Abban az évben a monacói nagydíjért csak fele annyi pontot adtak az idő előtti leintésért, így minden idők legszorosabb világbajnoki küzdelmében Niki Lauda mindössze fél pont előnnyel lett világbajnok. Az autó annyira jó volt, hogy bizonyos versenyeken a teljes mezőnyt lekörözték.
Bár nem az övék volt a leggyorsabb autó - ezt a címet a Brabham-BMW érdemelte ki, amely kilenc pole pozíciót szerzett -, de megbízhatóság tekintetében verhetetlen volt, és ez sokat számított. Nyers tempóból mindössze kétszer sikerült őket megverni: Michele Alboreto így győzött Belgiumban a Ferrarival, és Nelson Piquet a Brabhammel Kanadában. A másik két futam, amit nem tudtak megnyerni, a két amerikai utcai pálya volt Detroitban és Dallasban. Az elképesztő dominanciára jó példa volt a dél-afrikai futam. Egyáltalán az is csoda volt, hogy a két autó el tudott rajtolni. Lauda autójában tönkrement az elektronika, és ha nincs a futam előtti szabadedzésen Piercarlo Ghinzani hatalmas balesete, akkor nem lett volna idejük azt kicserélni, Lauda a tartalék autóval versenyzett volna, Prost pedig el se indulhatott volna, mert a felvezető körön az ő saját kocsija is megadta magát. Így viszont neki volt lehetősége átülni a tartalék autóba, azon az áron, hogy a boxutcából rajtolt. A McLarenek mindennek ellenére kettős győzelmet arattak, sőt mindenkit le is köröztek (Lauda, ha egy körrel hosszabb a verseny, Prostot is lekörözhette volna).

### 1985
A sikeres konstrukción nem is nagyon változtattak a következő évben. A 2B variáns aerodinamikailag változott (el kellett többek között távolítani a hátsó szárny két oldaláról a kisebb szárnyacskákat, mert azokat betiltották), a motor még erősebb lett (850 lóerő versenyen, közel 1000 lóerő időmérő edzésen), és csökkent az üzemanyagfogyasztás is. A felfüggesztéseken minimális átalakítást kellett végezni, ugyanis az addigi gumipartner, a Michelin visszavonult a Formula–1-ből, és helyette Goodyear abroncsait használták. Annyi változás történt, hogy a vetélytársak összeszedték magukat, legfőképpen Michele Alboreto, aki a Ferrari 156/85 volánja mögött egész idényben hatalmas csatát vívott Prosttal a bajnoki címért. A McLarent azonban ebben az évben sem lehetett legyőzni, főleg a megbízhatóság miatt, és azért, mert a gyors pályákon továbbra is verhetetlen volt. Prost öt győzelmet szerzett, és ezzel megszerezte első világbajnoki címét, ahogy a McLaren is konstruktőri bajnok lett. Vele szemben Lauda rosszabbul teljesített, több versenyen kiesett, és csak egyszer sikerült nyernie, Hollandiában, alig 2 tizeddel a második Prost előtt. A belga nagydíjat a szabadedzésen szerzett sérülése miatt ki kellett hagynia, és a soron következő európai nagydíjon is John Watson helyettesítette. Lauda az idény végén vissza is vonult.

### 1986
Ebben az évben is csak minimális változtatásokat eszközöltek, főként aerodinamikai szempontból, ez lett a 2C variáns. Prost csapattársa az 1982-es világbajnok Keke Rosberg lett. Rosberg érkezéséhez nagy reményeket fűztek, de ő sajnos csalódást okozott, miután saját bevallása szerint sem érezte az autót, és többször fel kellett adnia a küzdelmet. Egyetlen pole pozíciót szerzett az évben, a német nagydíjon, és az év végén vissza is vonult. A legnagyobb baj az volt, hogy a kasztnit Lauda és Prost vezetési stílusa mentén tervezték, akik sokkal simábban vezették azt, mint Rosberg, aki mindig keményen nyomta és agresszíven tette be a kanyarokba azt.
Ebben az évben a Williams FW11-es autója személyében komoly ellenfelet kapott a McLaren, és a több mint kétéves konstrukciójú versenyautójuk nehezebben tudta felvenni a versenyt a riválisukkal. Ennek főként az üzemanyagfogyasztás volt az oka: egyszerűen nem lehetett már úgy csökkenteni azt, az új szabályok fényében, hogy teljes gázzal kibírjon egy egész futamot. Mindennek ellenére Prost ügyesen taktikázott, kihasználta Nelson Piquet és Nigel Mansell, a két Williamses csapattárs házi háborúját, és nevető harmadikként megszerezte második világbajnoki címét (amely Jack Brabham óta mindössze a második címvédés volt). Ehhez némi szerencse is kellett, mert az idény utolsó futamán, Ausztráliában, előbb Nigel Mansell esett ki defekt miatt vezető pozícióból, majd az óvatosságból kerékcserére kihívott Nelson Piquet nem tudta utolérni Prostot az élen.
Ebben az évben a portugál nagydíjon Rosberg autójának a festése más volt, mint a megszokott Marlboro piros-fehér: a Philip Morris cigarettagyár a Marlboro Light cigarettát népszerűsítette vele, ezért piros helyett halvány narancsszínt használtak.

## Eredmények
(félkövérrel jelölve a pole pozíció; dőlt betűvel a leggyorsabb kör)
| Év   | Csapat                         | Kasztni | Motor               | Gumik | Pilóták      | 1   | 2   | 3   | 4   | 5   | 6   | 7   | 8   | 9   | 10  | 11  | 12  | 13  | 14  | 15  | 16  | Pontok | Helyezés |
| ---- | ------------------------------ | ------- | ------------------- | ----- | ------------ | --- | --- | --- | --- | --- | --- | --- | --- | --- | --- | --- | --- | --- | --- | --- | --- | ------ | -------- |
| 1984 | Marlboro McLaren International | MP4/2   | TAG Porsche TTE PO1 | M     |              | BRA | RSA | BEL | SMR | FRA | MON | CAN | DET | DAL | GBR | GER | AUT | NED | ITA | EUR | POR | 143.5  | 1.       |
| 1984 | Marlboro McLaren International | MP4/2   | TAG Porsche TTE PO1 | M     | Alain Prost  | 1   | 2   | KI  | 1   | 7   | 1   | 3   | 4   | KI  | KI  | 1   | KI  | 1   | KI  | 1   | 1   | 143.5  | 1.       |
| 1984 | Marlboro McLaren International | MP4/2   | TAG Porsche TTE PO1 | M     | Niki Lauda   | KI  | 1   | KI  | KI  | 1   | KI  | 2   | KI  | KI  | 1   | 2   | 1   | 2   | 1   | 4   | 2   | 143.5  | 1.       |
| 1985 | Marlboro McLaren International | MP4/2B  | TAG Porsche TTE PO1 | G     |              | BRA | POR | SMR | MON | CAN | DET | FRA | GBR | GER | AUT | NED | ITA | BEL | EUR | RSA | AUS | 90     | 1.       |
| 1985 | Marlboro McLaren International | MP4/2B  | TAG Porsche TTE PO1 | G     | Niki Lauda   | KI  | KI  | 4   | KI  | KI  | KI  | KI  | KI  | 5   | KI  | 1   | KI  | NI  |     | KI  | KI  | 90     | 1.       |
| 1985 | Marlboro McLaren International | MP4/2B  | TAG Porsche TTE PO1 | G     | Alain Prost  | 1   | KI  | KIZ | 1   | 3   | KI  | 3   | 1   | 2   | 1   | 2   | 1   | 3   | 4   | 3   | KI  | 90     | 1.       |
| 1985 | Marlboro McLaren International | MP4/2B  | TAG Porsche TTE PO1 | G     | John Watson  |     |     |     |     |     |     |     |     |     |     |     |     |     | 7   |     |     | 90     | 1.       |
| 1986 | Marlboro McLaren International | MP4/2C  | TAG Porsche TTE PO1 | G     |              | BRA | ESP | SMR | MON | BEL | CAN | DET | FRA | GBR | GER | HUN | AUT | ITA | POR | MEX | AUS | 96     | 2.       |
| 1986 | Marlboro McLaren International | MP4/2C  | TAG Porsche TTE PO1 | G     | Alain Prost  | KI  | 3   | 1   | 1   | 6   | 2   | 3   | 2   | 3   | 6   | KI  | 1   | KIZ | 2   | 2   | 1   | 96     | 2.       |
| 1986 | Marlboro McLaren International | MP4/2C  | TAG Porsche TTE PO1 | G     | Keke Rosberg | KI  | 4   | 5   | 2   | KI  | 4   | KI  | 4   | KI  | 5   | KI  | 9   | 4   | KI  | KI  | KI  | 96     | 2.       |